# Lu Jü

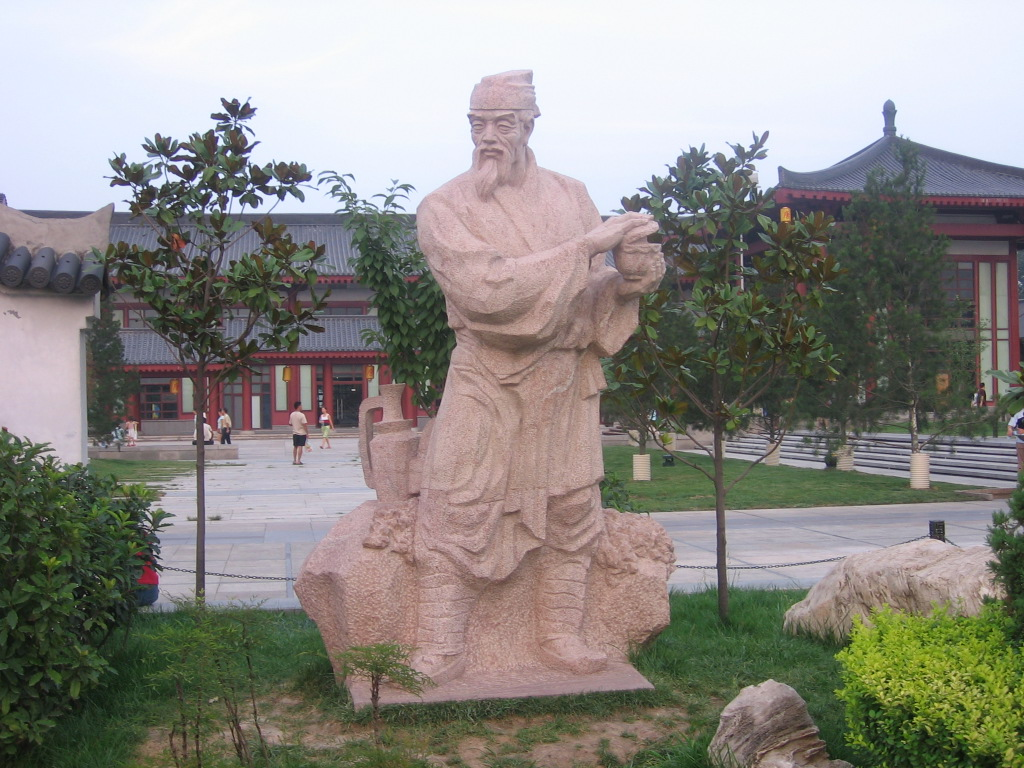
Lu Jü (Lu Yu) szobra Hszian (Xi'an)ban

Lu Yu (hagyományos kínai: 陸羽; egyszerűsített kínai: 陆羽; pinyin: Lù Yǔ; magyar népszerű: Lu Jü) (733-804) kínai tudós, irodalmár, polihisztor, a világ  teázással kapcsolatos első       kézikönyvének, a Teáskönyvnek vagy Tea-kánonnak (Csa csing (Cha jing) 茶經) a szerzője. Szokás a „Tea apostolaként” vagy a „Tea isteneként” is emlegetni. A tea és a teázás védőszentjeként részévé vált a késői kínai panteonnak is.

## A korai évek és nevének eredete
Életét A Tang-dinasztia újabb történetének (Hszin Tang su (Xin Tang shu) 新唐書), a „Tang-kori tehetségek története” című fejezetéből ismerhetjük meg. Lu Jü (Lu Yu) kitett gyermek volt, aki háromesztendősen került a Fucsou (Fuzhou) tartománybeli Csingling (Jingling) 竟陵 városban (a mai Hupej (Hubei) tartomány Tienmen (Tianmen) városa) található Lungkaj (Longgai) 龍盖 buddhista kolostorba, ahol is Cse-csi (Zhiji) 智積 apát vette őt pártfogásába. Nevét is az apáttól kapta, aki a Változások könyve (Ji csing (Yi jing)) segítségével jóslatot kért a gyermek életének további alakulásáról. A jóslat eredményeképpen az 53. hexagramm állt össze, amely a csien (jian) 漸 ’fokozatos haladás’ nevet viseli. A hexagramm vonásainak magyarázatában pedig többek között ez olvasható: „A vadliba (hung (hong) 鸿) lassan a part (lu 陸) felé tart, tollait (jü (yu) 羽) szertartási táncokhoz lehet használni.” Az apát e mondatból választotta a gyermek számára a Lu Jü (Lu Yu) nevet, amely a jóslat ’szárazföld, part’ jelentésű lu-jára és a toll jelentésű jü-ére utal. Lu Jü (Lu Yu) élete során több nevet használt, gyakorta felbukkan még a Hung-csien (Hongjian) név is, amely a ’vadlibára’ és a hexagramm nevére, a ’fokozatos haladásra’ utal.
Az éles eszű gyermek buddhista nevelésben részesült, és kilencévesen már szútrákat recitált. Feltehetően a kolostorban ismerte és kedvelte meg a teaivás szokását is, amely ekkorra a buddhista szerzetesek mindennapjainak elválaszthatatlan részét képezte. Tizenkét esztendősen aztán, ráunva a kolostori életre, titokban megszökik és egy vándor színjátszótársulathoz szegődik, ahol kitanulja a színészmesterséget, és vásári csepűrágóként keresi kenyerét. Tehetségével itt is gyorsan kitűnik, még néhány vígjátékot is ír, mint például a Vicces beszélgetéseket (Hszüe tan (Xue tan) 谑谈), melyek mára elvesztek. Egy 746-ban rendezett ünnepség alkalmával, Fucsou (Fuzhou) kormányzója, Li Csi-vu (Li Qiwu) 李齊物 felfigyel a tizennégy esztendős Lu Jü (Lu Yu) tehetségére és kinevezi a helyi színjátszók vezetőjének, sőt elhatározza, hogy a reményteljes ifjú taníttatását is vállalja. Így kerül Lu Jü (Lu Yu) a Huomen-hegyen (火門山) élő Co (Zou) 鄒 mesterhez.

## A felnőtt és kései évek
Lu Jü (Lu Yu) huszonkét esztendős, amikor 755-ben kirobban az An Lu-san (An Lushan) vezette lázadás, amely nyolc évre felforgatta a birodalom nyugalmát, és romba döntötte Kína jelentős részét. A lázadás véget vet a Tang-birodalom virágzásának is. A felkelő An Lu-san (An Lushan) tábornok elfoglalta Lojang (Luoyang) városát és császárrá kiáltatta ki magát. A legitim császár délre menekült, és fia javára lemondott a trónról.
A felfordulás éveiben Lu Jü (Lu Yu) is, mint számos kortársa a Jangcén átkelve délre menekül. Ez idő tájt több versében is megénekli az ország szenvedését, sanyarú állapotát. 760-ban a mai Csöcsiang (Zhejiang) tartomány területén található egykori Tiaohszi (Tiaoxi)ben 苕溪 telepedik le. Itt a világtól visszavonultan, szinte szerzetesi magányban tölti napjait, csak legközelibb barátaival tartja a kapcsolatot. Barátai közt számos költőt, buddhista és taoista szerzetest találunk. Gyakorta látták őt egyszerű vászonköpenyben, szalmapapucsban a hegyek közt kóborolni, miközben dalolgatott, vagy épp buddhista szútrákat kántált. Ezen magányos évei alatt fejlesztette tökélyre a teázás ceremóniáját is, hiszen ekkor, huszonnyolc éves kora körül fejezi be főművét, a Teáskönyvet, amelyet saját bevallása szerint több év kutatásai és tanulmányai előztek meg.
Lu Jü (Lu Yu) Tiaohszi (Tiaoxi)ben töltött és az ezt követő éveiről keveset tudunk. A feljegyzések szerint többször ajánlottak neki magas hivatalnoki állást, de ezt sohasem fogadta el. Élete végén visszatért Csingling (Jingling)be, ahol 804-ben, hetvenegy évesen érte a halál.

## Munkássága
Noha, Lu Jü (Lu Yu) Teáskönyvével került be a halhatatlanok kínai panteonjába, már kortársai is elismerték elvitathatatlan irodalmi és tudományos érdemeit. Kiváló poéta volt, aki emellett éppoly otthonosan mozgott a geográfia, a meteorológia, az asztronómia és a botanika területén, mint a filozófia és az irodalom számos műfajában. Ezekben a témákban számos művet is írt, melyek egy része ma is olvasható.

## Kapcsolódó művek magyarul
- Lu Jü: Teáskönyv – A teázás szent könyve a nyolcadik századi Kínából. Fordította és a záró tanulmányt írta: Nyiredy Barbara és Tokaji Zsolt. A verseket fordította, a jegyzeteket írta és a mutatót készítette: Tokaji Zsolt. Terebess Kiadó, Budapest, 2005 ISBN 963-9147-69-9
- Teáskönyv. Szemelvények a kínai teakultúra klasszikus forrásaiból; ford. Nyiredy Barbara, Pozovecz Vivien, Tokaji Zsolt, vál., szerk., jegyz., tan. Tokaji Zsolt; Fapadoskonyv.hu, Bp., 2010 (Kelet klasszikusai) ISBN 978-963-329-005-7